# Người Daur
Người Daur, hay người Đạt Oát Nhĩ (Phồn thể: 達斡爾族, Giản thể: 达斡尔族, Bính âm: Dáwò'ěr zú, Hán Việt: Đạt Oát Nhĩ tộc) cũng từng được gọi là "Dahur" là một trong 56 dân tộc được công nhận chính thức tại Cộng hòa Nhân dân Trung Hoa. Dân số của dân tộc này là 132.394 theo thống kê năm (2000), và hầu hết trong số họ sống ở Kỳ tự trị dân tộc Daur Morin Dawa (Mòlì Dáwǎ Dáwò'ěrzú Zìzhìqí 莫力達瓦達斡爾族自治旗/莫力达瓦达斡尔族自治旗) tại Hulun Buir, Nội Mông. Ngoài ra, một số người Daur cũng sinh sống tại Tacheng, Tân Cương do quá trình di cư từ đời nhà Thanh. Tiếng Daur là một phần của nhóm ngôn ngữ Mông Cổ. Ngôn ngữ này không có chữ viết chuẩn, mặc dù một cách đọc dựa trên cơ sở Bính âm đã được học giả người gốc Daur Merden Enhebatu phát triển.

## Lịch sử
Về mặt di truyền, người Daur là hậu duệ của người Khiết Đan, và điều này đã được chứng minh qua các phân tích DNA gần đây. Trong thế kỷ 17, một số hoặc tất cả những người Daurs sống dọc theo sông Shilka, thượng lưu sông Amur, và ven sông Zeya. Họ dùng tên dân tộc mình để đặt tên cho vùng đất Dauria, còn được gọi là Transbaikal, mà nay là lãnh thổ của Nga ở phía đông của hồ Baikal. Đối mặt với sự lấn chiếm của Nga trong khu vực Amur, từ năm 1654 đến 1656, trong thời cai trị của Hoàng đế Thuận Trị, người Daur đã bị buộc phải di chuyển xuống phía Nam và định cư bên bờ Nộ Hà, từ đó họ đã liên tục nhập ngũ để phục vụ trong hệ thống Bát Kỳ của hoàng đế nhà Thanh. Khi quân Nhật xâm chiếm Mãn Châu vào năm 1931, người Daur đã tiến hành một cuộc kháng cự mạnh mẽ chống lại quân xâm lược.

## Văn hóa

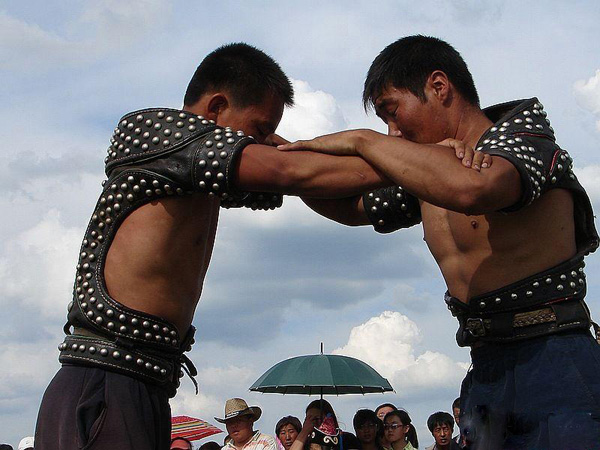
Hai đô vật người Daur

Có một cấu trúc có thứ bậc rất đáng chú ý. Những người có cùng họ thụ tập thành các "Hala", họ sống với nhau với nhau như một nhóm, và hình thành hai hoặc ba thị trấn. Mỗi Hala được chia thành các gia tộc khác nhau (mokon) sống trong cùng thị trấn. Nếu có một cuộc hôn nhân giữa các gia tộc khác nhau, người chồng vẫn tiếp tục sống với gia tộc của người vợ mà không được quyền sở hữu.

## Tôn giáo
Nhiều người Daur là tín đồ shaman giáo. Mỗi gia tộc có pháp sư riêng của mình về tất cả các nghi lễ quan trọng trong cuộc sống. Tuy nhiên có một số lượng đáng kể Daurs người đã cải sang Lạt Ma giáo (Phật giáo Tây Tạng).